# グランジ (お笑いトリオ)
グランジは、吉本興業東京本社（東京吉本）に所属する日本のお笑いトリオ。2005年結成。

## メンバー
遠山 大輔（とおやま だいすけ、1979年5月10日 - ）（46歳）
ボケ・リーダー担当、立ち位置は中央。
- 北海道札幌市豊平区平岸出身。
- 北海道札幌平岸高等学校 （現在の市立札幌平岸高等学校）卒業。
- 血液型AB型。

五明 拓弥（ごめい たくや、1981年8月24日 - ）（43歳）
ボケ担当、立ち位置は向かって左。
- 千葉県柏市出身。
- 柏市立柏高等学校卒業。
- 身長189.2cm、体重80kg。
- 漫画家、CMプランナーとしても活動している。
- 2022年、41歳で「ごめたん」として漫画家デビュー（ペンネームはごめたん）。
- 書道二段を保有。2015年から水墨画教室に通っている。
- 2018年1月1日、自身のTwitterで結婚を報告した。
- 39歳で普通自動車第一種運転免許（AT限定）を取得した。
- 弟が2人、妹が1人いる。
- 小2から小6まで剣道を習う。個人・団体合わせて小学校3年生から小学校6年生まで地区大会優勝、小5年生・小学校6年生で県大会優勝、小学校6年生の夏に全国大会準優勝の経験がある。
- 書道二段を保有。2015年から水墨画教室に通っている。
- 2018年1月1日、自身のTwitterで結婚を報告した。
- 39歳で普通自動車第一種運転免許（AT限定）を取得した。

大（だい、1980年2月18日 - ）（45歳）
ツッコミ担当、立ち位置は向かって右。
- 秋田県秋田市太平出身。
- 秋田県立金足農業高等学校卒業。
- 身長184cm、体重85kg。
- 本名及び旧芸名：佐藤 大（さとう だい）
- 旧芸名：下絛 幽太郎（しもじょう ゆうたろう）
- 妻は芸人の椿鬼奴。2015年3月25日の『なら婚』（日本テレビ）企画内でプロポーズ、婚約した。
- ギャンブル好きであり、特に上記にある旧芸名の由来にもある通り競艇が大好きで知識も豊富。このため、ピンで競艇関係のイベントや番組に出演することが多い。また、『アメトーーク!』（テレビ朝日）のコーナー・若手芸人プレゼン大会では「ボートレース芸人」を発案している。

## 来歴

### 五明 拓弥
- 高校生の時に観た『爆笑オンエアバトル』（NHK総合）がきっかけで、同級生とアマチュアコンビを組んでライブに出演するようになった。しばらくしてNSC東京校へ6期生として入学。
- 2016年、『ON8+1』（bayfm）木曜のDJを担当（2018年まで）。
- 2016年、ラジオCM制作を開始。
- 2016年、TCC新人賞を受賞。
- 2017年、「第60回日本雑誌広告賞」の審査員を務める。
- 2018年、『MOZAIKU NIGHT MONDAY』（bayfm）のDJを担当。
- 2022年2月、『39歳の免許合宿〜ストーリーは自分で創れ〜』を自費出版。
- 2022年7月、『 39歳の免許合宿 at ビームス ジャパン』をTOKYO CULTUART by BEAMSにて開催。
- 2022年8月、『39歳の免許合宿〜ストーリーは自分で創れ〜』をワニブックより発売。
- 2022年12月、（39歳の免許合宿展in渋谷PARCO』を渋谷PARCOにて開催。
- 2023年5月、standfm.で『グランジ五明のラジオのにおい』の放送開始。
- 2023年8月、『42歳のごめたん展in蟹ブックス』を開催。その展示で『カーシェアグルメドライブ〜車を買えない大人の至福の6時間〜』を自費出版。

### 大
高校卒業後は就職したが、当時の同級生に誘われてNSC東京校へ6期生として入学した。

## 概要

### 結成の経緯
- デビューして間もない頃は3人別々に活動していた。
  - 遠山は大平尚志（現放送作家）と『ロッキンロードフィルム』を組んでいた。
  - 五明は森洋平と『ジャムトランプ』を組んでいた。
  - 大は岩崎う大（元WAGE、現かもめんたる）と『ツユクサ』、しあつ野郎と『賞金首』というコンビをそれぞれ組むも、どちらも僅か数ヵ月で解散。ピン芸人『夢丸』として活動していた。
- 2001年5月、初代グランジ結成。当初は遠山と川上という人物のコンビであったが、すぐに解散。
- 同年8月、遠山と大で2代目グランジを結成。その後約3年半、2人で活動していた。
- 2005年5月、同年2月にジャムトランプを解散した五明を加えて3代目グランジを結成、現在に至る。
- トリオ名は遠山によって名付けられた。かっこつけて好きだったあるバンドの曲の歌詞から選んだため、言葉の意味は分からなかったという（「汚い、ゴミ」を意味する英語のスラングである）。

### ネタ
- コントと漫才[2]の両方を演じ、それぞれピンネタも持っている。
- 五明と大でネタをする時は、『ペガサス』というコンビ名を一時的に用いる。

### その他
2013年8月24日、グランジ初のDVD『グランジ BEST NETA LIVE 2013.8.24 LUMINE the YOSHIMOTO』収録用単独ライブにて、同DVDを半年間で1万枚売らなければ事務所を解雇されると発表された。、同年11月13日の発売開始後より、自ら手売りや営業などを行った。
その結果、期日までの総売上は1万996枚となり、かろうじて解雇を免れた。ご褒美としてテレビドラマ、バラエティ番組への出演、新たなDVDの発売などが約束された。

### 受賞歴
- 2007年11月23日、Mori-1グランプリ[注 5]優勝、賞金50万円を獲得。
- THE MANZAI 2011 認定漫才師[4]

## 賞レースの戦歴
キングオブコント
| 年度             | 結果         | 備考               |
| ---------------- | ------------ | ------------------ |
| 2008年（第1回）  | 準決勝進出   | 追加合格           |
| 2009年（第2回）  | 準決勝進出   |                    |
| 2010年（第3回）  | 準決勝進出   |                    |
| 2011年（第4回）  | 準決勝進出   |                    |
| 2012年（第5回）  | 準決勝進出   |                    |
| 2013年（第6回）  | 準決勝進出   | ネタ「爆弾処理班」 |
| 2014年（第7回）  | 準決勝進出   | 7連続準決勝進出    |
| 2015年（第8回）  | 準々決勝進出 | 初の準々決勝敗退   |
| 2016年（第9回）  | 準決勝進出   |                    |
| 2017年（第10回） | 準々決勝進出 |                    |
| 2018年（第11回） | 準々決勝進出 |                    |
| 2019年（第12回） | 準々決勝進出 |                    |

## ライブ
以下、トリオとして出演したものを記載。個人活動については各メンバー項を参照。

### 単独ライブ
- 2006年
  - 2月4日 グランジ単独ライブ〜182〜（シアターD）
  - 8月19日 グランジ単独ライブ〜文句を言わずに〜（新宿シアターモリエール）
- 2007年
  - 2月4日 グランジ単独ライブ〜あたいとシッダルタ〜（新宿シアターモリエール）
  - 8月25日 グランジ単独ライブ〜ヴィジュアル先行型〜（新宿シアターモリエール）
- 2008年
  - 2月20日 グランジ単独ライブ〜剛力のあずさと円卓の騎士達〜（新宿シアターモリエール）
  - 8月7日 グランジ単独ライブ〜参人〜（北沢タウンホール）
- 2009年
  - 2月2日 グランジ単独ライブ〜教えてくれた〜（ヤクルトホール）
  - 8月24日 グランジ単独ライブ〜ブンブン甘くて冷たい水、万歳。〜（ヤクルトホール）
- 2010年
  - 2月7日 グランジ単独ライブ〜眼鏡にカミナリマッパ〜（草月ホール）
  - 8月29日グランジ単独ライブ〜探しておいてよ昨夜の女〜（よみうりホール）
- 2011年
  - 4月2日グランジ単独ライブ〜メタルモンスター西へカード〜（京橋花月）
  - 6月26日 グランジ単独ライブ〜同室の親たち〜（ルミネtheよしもと）
- 2012年
  - 2月25日 グランジ単独ライブ〜操縦法法をよくしっていた〜（ルミネtheよしもと）
  - 8月18日 グランジ単独ライブ〜勢いで誕生〜（ルミネtheよしもと）
  - 12月7日 グランジ単独ライブ〜ごめんね、そしてさようなら〜（5upよしもと）
- 2013年
  - 4月21日 グランジ単独ライブ〜男に足を踏まれても〜（ルミネtheよしもと）
  - 8月24日 グランジ単独ライブ〜DVD収録ベストネタライブ〜（ルミネtheよしもと）
- 2014年
  - 11月21,22日   グランジ単独ライブ『人生ってこんなもんか』(ルミネtheよしもと)
- 2018年
  - 11月18日   グランジ単独ライブ『LIGHT&NATURE』(ルミネtheよしもと)
- 2019年
  - 11月16日   グランジ単独ライブ『不思議なマカロン』(ルミネtheよしもと)
- 2020年
  - 11月20日   グランジ単独ライブ『オリーブオイル』(ルミネtheよしもと)

### 全国ツアー
- 2014年
  - 『豚で終わるか狼で死ぬか全国ツアー～あなたの街まで届けにいきます～』
    - 1月5日 ルミネtheよしもと[注 6]
    - 1月25日 よしもと幕張イオンモール劇場
    - 2月1日 5upよしもと
    - 2月15日 札幌スクールオブミュージック
    - 3月1日 今池ガスホール
    - 3月9日 あるあるYY劇場
    - 3月30日 よしもと紙屋町劇場

### コントライブ
- 2016年
  - 4月3日 『グランジが60分ネタやれるだけやるから家から出てこいや』（恵比寿・エコー劇場）
  - 7月10日『グランジが60分ネタやれるだけやるから家から出てこなきゃ地獄に落ちるわよ』（ヨシモト∞ホール）
  - 11月12日『グランジが60分ネタやれるだけやるから家から出て！てぐすね引いて待ってます。』（ヨシモト∞ホール）
- 2017年
  - 2月18日『グランジが60分ネタやれるだけやるから家から出てこなきゃ鉄球で部屋壊しちゃうぞ』（ヨシモト∞ホール）
  - 5月27日『グランジが60分ネタやれるだけやるから家から出てこなきゃ金玉握りつぶすぞ』（ヨシモト∞ホール）
  - 7月15日『グランジがゲストと60分、ネタやれるだけやるから家から出てこなきゃ金玉爆発するぞ』（ヨシモト∞ホール）
  - 8月26日『幕張でグランジがゲストと60分、ネタやれるだけやるから家から出てこなきゃ福浦がお前の金玉打ちにいくぞ』（よしもと幕張イオンモール劇場）
  - 12月10日『グランジがゲストと60分ネタやれるだけやるから、家から出てこなきゃもう金玉ライブやらねぇぞコラ。』（ヨシモト∞ホール）

### トークライブ
- 2006年
  - 11月12日 グランジトークライブ『竹脇と古賀雅治』（シアターD）
- 2007年
  - 5月3日 グランジトークライブ『なんでもありがたがるから』（シアターブラッツ）
- 毎月開催中
  - 『男のキャデラック会議室』（ヨシモト∞ドーム）
    - 約1時間のトークライブ。
    - 「グランジが60分ネタやれるだけやるから家から○○」シリーズ開始前までは、新ネタ1～2本＋トークという構成だった。
    - 2009年10月13日～2014年4月26日までは、渋谷∞ホールにて開催。
    - 2014年7月8日～2016年12月10日までは、神保町花月にて開催。
    - 2017年1月20日～J-POP CAFE SHIBUYAにて開催。

### 神保町花月
- 2007年
  - 7月7日 - 7月17日 『ハッピーな片想い』（POISON GIRL BAND主演）
  - 9月19日 - 9月24日 『ソビエト』（平成ノブシコブシ主演）
  - 10月30日 - 11月4日 『コーポきよはる804』（座長公演）
  - 12月18日 - 12月24日 『プリンス・オブ・サンタクロース』（LLR主演）
- 2008年
  - 1月2日 『劇団ファイト』ゲスト出演（ニブンノゴ!主演）
  - 3月18日 - 3月23日 『Lovin' you』（座長公演）
  - 4月8日 - 4月13日 『放課後アゲイン』（カナリア主演）
  - 5月20日 - 4月25日 『車谷太郎の一生』（座長公演）
  - 7月7日 『1周年記念前夜祭イベント!!』
  - 7月8日 - 7月10日 『心』（犬の心主演）
  - 7月11日 神保町花月×Confetti 企画 『オールナイト神保町エチュ1グランプリ!!』
  - 10月15日 - 10月19日 山田花子芸能生活20周年記念神保町花月公演 『海は青～seeblue～』
  - 12月9日 - 12月14日 『ワンサイド ラブ』（座長公演）
- 2009年
  - 2月17日 - 2月22日 『URAKEN』（座長公演）
  - 4月28日 - 5月2日 『盲亀浮木』（チョコレートプラネット主演）
  - 6月16日 - 6月21日 『ヒットメーカー!!』（座長公演）
  - 12月16日 - 12月20日 『1億円』（ポテト少年団主演）
- 2010年
  - 3月23日 - 3月28日 『いつしよ』（もう中学生主演）
  - 5月7日 - 5月12日 『RYOMA!!』（POISON GIRL BAND主演）
  - 8月2日 - 8月4日、8月6日、8月8日 『あいつにメガトン！』（犬の心主演）
  - 12月7日 - 12月12日 『不器用な超能力者（エスパー）、北へ』（Bコース主演）
- 2011年
  - 8月23日、8月25日 - 8月28日 『クリコの指輪』（座長公演）
  - 11月30日 - 12月4日 『電柱の根元における葉巻の存在証明』（パンサー主演）
- 2012年
  - 1月31日 - 2月5日 『オヤジ!!』（犬の心主演）
  - 6月26日 - 6月30日 『六連星〜大門の記録〜』（座長公演）
  - 10月9日 - 10月14日 『三匹の猫と素敵な夜』（座長公演）
  - 11月21日 - 11月23日、11月25日、11月26日 『Money X'mas』（かたつむり林主演）
- 2013年
  - 7月2日 - 7月7日 『みず と つち』(ボーイフレンド主演)
- 2014年
  - 5月27日 - 6月1日 『甚雨』

### その他
- 2009年
  - 11月25日 - 11月26日 『BENKEI〜裏剣外伝〜』（大阪・京橋花月）
- 2010年
  - 1月22日 - 1月24日 『BENKEI〜裏剣外伝〜』（東京・あうるすぽっと）
  - 4月9日 - 4月10日 『BENKEI〜裏剣外伝〜』（名古屋・今池ガスホール）
  - 5月21日 - 5月23日 『YOSHIWARA〜過去を失くした或る男の話〜』（大阪・京橋花月）
  - 11月16日 - 11月17日 『黄金ノ郷〜BENKEI外伝〜』（東京・南大塚ホール）
  - 12月3日 - 12月5日 『黄金ノ郷〜BENKEI外伝〜』（大阪・ABCホール）
- 2015年
  - 8月18日『テイラー・バートン〜奪われた秘宝〜』（草月ホール）

## 受賞歴

### 五明 拓弥
- ラジオCM
  - 2016年度、「第45回フジサンケイグループ広告大賞」最優秀賞（東京ガス『サプライズ』編）
  - 東京コピーライターズクラブ2016 TCC新人賞（東京ガス『母からのテレパシー』編）
  - 「トヨタpresents PASSO-1 グランプリ」 20秒部門 佳作（「合コン中」篇）
  - 2016 56th ACC CM FESTIVAL ファイナリスト（東京ガス『世界入浴』編）
  - 2016 56th ACC CM FESTIVAL ブロンズ受賞（東京ガス『サプライズ』編）
  - 2017 57th ACC TOKYO CREATIVITY AWARDS 地域ファイナリスト（蒙古タンメン中本『辛口』）
  - 第11回ニッポン放送CMグランプリ グランプリ受賞（東京ガス『世界入浴』篇）
  - 第72回広告電通賞 オーディオ広告シリーズ 銀賞（森ビル『刑事の勘』篇）
  - 第39回 愛媛広告賞 ラジオ広告部門 最優秀賞（FM愛媛『夫婦』篇）
  - 2020年日本民間放送連盟賞 ラジオCM第2種　優秀賞（FM愛媛『夫婦』篇）
  - JFN賞2020 大賞・製作者審査員賞（FM愛媛『夫婦』篇）

### 大
- 『とんねるずのみなさんのおかげでした』（フジテレビ）「博士と助手〜細かすぎて伝わらないモノマネ選手権〜」第3回大会　優勝

## 出演
以下、トリオとしての出演歴を記載。個人活動については各メンバー項を参照。

### 五明 拓弥
現在
- ラジオ
  - standfm.『グランジ五明のラジオのにおい』
- ライブ
  - 蒙古タンメン中本 辛者の会
    - 徳井健太（平成ノブシコブシ）と共に主催。

  - Twin Tower Talk
    - imai（group inou）がレギュラーゲストの五明と共に開催するライブ。
- 書籍
  - 『全米は、泣かない。』（五明拓弥・あさ出版）
  - 『39歳の免許合宿〜ストーリーは自分（てめぇ）で創れ〜』（ごめたん・教習社）※自費出版
  - 『39歳の免許合宿〜ストーリーは自分（てめぇ）で創れ〜』（ごめたん・ワニブックス）※メジャー版
  - 『読む余熱　VOLUME 6』（ごめたん・白泉社）
  - 『カーシェアグルメドライブ〜車を買えない大人の至福の6時間〜』（ごめたん・教習社）※自費出版
- ラジオCM
  - 東京ガス「家族の絆」「がんばるひとに、いいエネルギーを」シリーズ（作成、出演）※遠山、五明
  - トヨタ自動車 パッソ「合コン中」篇（作成、出演）
  - 蒙古タンメン中本（作成、出演）
  - 出光興産（作成）
  - TOKYO FM「ヒューマンコンシャス」（作成）
  - 森ビル ラフォーレ原宿・森美術館・森ビル（作成、出演）

過去
- テレビ
  - 人志松本の○○な話（フジテレビ、2011年5月6日）
  - バカソウル（テレビ東京、2011年10月 - ）（「BIG MANG」として）
  - フットンダ（中京テレビ、2013年6月18日、7月16日、2014年2月25日）
  - フットンダ王決定戦2014（中京テレビ、2014年1月1日）
  - IPPONスカウト（フジテレビ、2012年11月17日、2013年5月25日、11月16日、2014年5月17日）
  - 財務捜査官 雨宮瑠璃子8（TBS、2014年7月21日）
  - フットンダ王決定戦2015（中京テレビ、2015年1月1日）
  - アメトーーク 蒙古タンメン中本芸人（テレビ朝日、2022年5月26日）
- ラジオ
  - カリスマセールスマン林さんの後任として、『SCHOOL OF LOCK!』に不定期出演。
  - ON8+1 木曜担当（2016年4月7日 - 2018年3月29日）
  - MOZAIKU NIGHT（bayfm、月曜、2018年4月2日 - 2023年3月27日 ）
  - グランジ五明のラジオのにおい（standfm.、月曜、2023年5月8日-）
- 映画
  - 劇場版ほんとうにあった怖い話〜ゾクッ事故物件芸人〜（2025年8月1日）[5]
- 連載
  - 『グランジ五明の證券用語で一筆』（野村證券株式会社 公式Facebook）
- ライブ
  - 五明の○月（○には開催月の数字が入る）毎月1回開催
  - 「おのれ」
    - いけや賢二（元犬の心）、又吉直樹（ピース）、安達健太郎（元カナリア）らとの大喜利イベント。ヨシモト∞ホールにて2009年1月〜2012年1月まで毎月開催。以降は不定期開催。

  - 俺らの真夜中リフレッシュ
    - 竹内健人、徳井健太と共に出演するオールナイトライブ。2016年3月より、「負タケ頑ゴメ煌トクイ（まけタケがんゴメきらトクイ）」をリニューアルする形で開始。

  - 大喜利結社 黒のペン
    - 神保町花月で毎月開催している主催ライブ。レギュラーメンバーは菅良太郎（パンサー）、シューレスジョー、MCは長谷川忍（シソンヌ）。
- 舞台
  - 2010年6月24日 - 7月1日、7月3日、7月4日 『消去法』（五明座長公演） ※五明、大
  - 2011年10月3日、10月6日 チャレンジ特別公演『同級生』
  - 2012年4月18日 - 4月23日 『エクセレント!!』（ライス主演） ※五明、大
  - 2012年7月24日 - 7月29日 『ハッピーネガティブ・ボーイフル』（五明座長公演） ※五明、大
  - 2013年1月16日、1月18日 - 1月21日 『エクセレント!! 〜言葉が無くても届くもの〜』（ライス主演） ※五明、大
  - 2013年6月25日、6月26日、6月28日 - 6月30日 『SASUKE』（ガリバートンネル主演）※五明、大
  - 2013年8月16日 - 8月18日 『ヌーディー・シアター』(宮地謙典（ニブンノゴ!）主演) ※五明、大
  - 2013年9月25日 - 9月30日 『What will you bet Next?』（ピクニック主演）
  - 2013年10月22日 - 10月25日、10月28日、10月29日 『芸人の詩〜いろはにポエと〜』（28日、29日出演）※遠山、五明
  - 2013年11月20日 - 11月25日 『青空』
  - 2014年4月15日 - 4月18日、4月20日 - 4月22日 『Too Much Pain』
  - 2014年6月24日 - 6月26日、6月28日、6月29日 『悪ト善』 ※五明、大
  - 幼児・小学生・戦隊ファン向け 夏休み企画 ももたろう （2018年7月23日 - 8月10日、ルミネtheよしもと）- 青鬼 役[6]
- 連載
  - ｢課題評価｣（ケータイよしもとにて、2010年12月 - 2013年6月まで毎月更新していた大喜利コーナー）
  - 『教えて! ごめいさん』（野村證券株式会社 公式Facebook）
  - 『教えて! ごめいさん season2 -本当にあるわけない、ためにならない話-』（野村證券株式会社 公式Facebook）

### 大
現在
- テレビ
  - BOAT RACE TIME（日本レジャーチャンネル、金曜21:00～22:00）- MC
  - 舟券女学院二学期（日本レジャーチャンネル、不定期放送）
  - ボートレース関連番組にて、予想屋として多数出演
- ライブ
  - 人格破綻者の集い
  - 白大福トーク

過去
- テレビ
  - とんねるずのみなさんのおかげでした（フジテレビ）
  - Matthew's Best Hit TV+（テレビ朝日）
  - 松本見聞録（TBS）
  - WWW（読売テレビ）- ナレーター
  - 板尾ロマン（テレビ東京、2011年4月30日）
  - アメトーーク!（テレビ朝日、2014年7月10日）
  - ガチンコ旅打ち対決　ガチコン（日本レジャーチャンネル、不定期放送）
- ネット配信
  - 芸人放置プレイ、ココドコ（AbemaTV）- ガイド
  - 家-1グランプリ2020〜お笑い自宅芸No.1決定戦〜（2020年5月3日、ABEMA）- 決勝進出者　※椿鬼奴とグランジ佐藤名義で出演[7]
  - みんなのパチンコフェスON LINE 28時間 真夏のパチンコ頂上決戦（2021年8月13日 - 14日、日本遊技機工業組合）- 赤組キャプテン[8]
- 舞台
  - 2009年9月28日、10月5日 チャレンジ特別公演 東京大吾組『君の瞳がまぶしくて…』（東京大吾組公演）
  - 2010年6月24日 - 7月1日、7月3日、7月4日 『消去法』（五明座長公演） ※五明、大
  - 2010年8月31日 - 9月3日 『金魚鉢』（東京大吾組公演）
  - 2012年4月18日 - 4月23日 『エクセレント!!』（ライス主演） ※五明、大
  - 2012年7月24日 - 7月29日 『ハッピーネガティブ・ボーイフル』（五明座長公演） ※五明、大
  - 2013年1月16日、1月18日 - 1月21日 『エクセレント!! 〜言葉が無くても届くもの〜』（ライス主演） ※五明、大
  - 2013年6月25日、6月26日、6月28日 - 6月30日 『SASUKE』(ガリバートンネル主演) ※五明、大
  - 2013年8月16日 - 8月18日 『ヌーディー・シアター』(宮地謙典主演) ※五明、大
  - 2014年6月24日 - 6月26日、6月28日、6月29日 『悪ト善』 ※五明、大

### トリオ

#### テレビ
- ヨシモト∞（ヨシモトファンダンゴTV）
- 爆笑オンエアバトル（NHK総合） 戦績0勝1敗 最高381KB
- オンバト+（NHK） 戦績7勝1敗 最高465KB
- 爆笑レッドカーペット（フジテレビ） キャッチコピーは「ハチャメチャ 3点セット」
- エンタの神様（日本テレビ） キャッチコピーは「諸行無常のトライアングル」（2009年8月8日放送）→「奇想天外なロック魂」（2010年2月20日放送）
- アパッチナイトフジ（フジテレビ）
- 新しい波16（フジテレビ）
- キャナガワ（テレビ神奈川）
- 億万笑者!〜S-1バトルへの道〜（日本テレビ）
- 本番で〜す!（テレビ東京、2007年10月27日）
- U・LA・LA@7（TOKYO MX） 「よしもとうららちゃん」コーナー
- オールザッツ漫才（毎日放送）
- フジ算（フジテレビ、2010年8月11日）
- PON!（日本テレビ、2013年11月1日）
- ZIP!（日本テレビ、2014年4月28日、6月6日、8月13日）「1分動画笑。」内
- 浜ちゃんが!（読売テレビ、2014年5月29日）
- 極悪がんぼ（フジテレビ、2014年6月9日）
- 前略、大徳さん（中京テレビ、2014年7月6日）
- なら婚（日本テレビ、2015年1月8日 - 不定期出演）
- 前略、西東さん（中京テレビ、2015年2月28日）
- じわじわチャップリン（テレビ東京、2016年4月9日、16日、23日）
- わらたまドッカ〜ン（NHK Eテレ、2018年4月9日）
- 有吉の壁（日本テレビ、2021年12月1日）

### 映画
- 『G』（YOSHIMOTO DIRECTOR'S 100 〜100人が映画撮りました〜の一作品）
- 『レスラーハンター』（YOSHIMOTO DIRECTOR'S 100 〜100人が映画撮りました〜の一作品）

### ネット配信
- 野村證券×鷹の爪 | 投資は大人のたしなみだ！オラ！ 内「グランジの投資菜園」（2015年）
- KIRIN“のどごし<生>”がおくる「のどごし<泡>(のどごしアワー)」（2014年）
- 『ゴルゴ13 疲労のうめき 偽りの胃腸バーニング presented by 養命酒』（養命酒製造株式会社、2015年） - PRアニメ声優
- グランジPARK（2018年(全4回)、2019年(全4回)、2020年(全15回)、JFN PARK→AuDee）

### イベント
- 神宮外苑花火大会（2018年8月12日）軟式球場司会

## 出版物
以下、トリオとしての出版物を記載。個人の出版物については各項を参照。

DVD
- 『グランジ BEST NETA LIVE 2013.8.24 LUMINE the YOSHIMOTO』（よしもとアール・アンド・シー）